# Карл Вільямс
Карл Вільямс (англ. Carl Williams; 11 листопада 1959, Бель Глейд, Флорида, США — 7 квітня 2013) — американський боксер-професіонал, що виступав у важкій ваговій категорії та провів декілька примітних поєдинків у 1980-х та 1990-х роках. Чемпіон з боксу за версією USBA у важкій вазі. Цікавою особливістю Вільямса було те, що при зрості 193 см його розмах рук становив 215 см, що майже на 20 см більше за зріст.

## Любительська кар'єра
Карл Вільямс двічі ставав переможцем «New York Golden Gloves» — одного з провідних американських турнірів у любительському боксі. В 1980 році він здолав у фіналі змагань для новачків Джона Кібелку, а наступного року переміг Рональда Тернера у вирішальному двобої за звання чемпіона. Того ж року Вільямс виграв і змагання «Intercity Golden Gloves» у важкій вазі, здолавши Крейга Бодзяновскі.

## Професіональна кар'єра
Перший бій у професійній кар'єрі Карл Вільямс провів 22 січня 1982 року проти Грега Стефані у Нью-Йорку. Поєдинок закінчився перемогою Вільямса у 4-му раунді. Протягом того ж 1982 року він ще 7 разів з'являвся на ринзі і неодмінно виходив переможцем з усіх двобоїв.
У жовтні 1984 року Вільямсу вдалося здолати Джеймса Тілліса та отримати право проведення титульного поєдинку за звання чемпіону з професійного боксу у важкій вазі за версією IBF проти Ларрі Голмса. Бій відбувся 20 травня 1985 і завершився перемогою Голмса завдяки доволі неоднозначним рішення суддів. Саме після цього поєдинку Вільямс отримав своє прізвисько The Truth (укр. Істина).
У 1987 році Карлу Вільямсу все ж вдалося здобути чемпіонський пояс за версією USBA, перемігши у Атлантик-Сіті Берта Купера. Протягом наступного року йому тричі вдавалося свій титул захистити та навіть здобути звання претендента на інші, більш значущі, боксерські пояси. 21 липня 1989 року Вільямс отримав можливість боксувати проти самого Майка Тайсона за право володіння чемпіонським званням одразу за трьома престижними боксерськими версіями WBC, WBA та IBF. Проте бій скінчився для Карла доволі швидко — вже через півтори хвилини після початку поєдинку він опинився на помості і рефері вирішив закінчити бій. Вільямс намагався оскаржити це рішення, посилаючись на те, що він перебуває у нормальному стані та здатен продовжити поєдинок, однак судді були невблаганними. Права провести матч-реванш Карл також домогтися так і не зміг.
Після нищівної поразки від Тайсона Вільямс став своєрідним «джорніменом» важкої вагової категорії, боксуючи з такими сильними бійцями, як Томмі Моррісон, Франк Бруно та Тім Візерспун. Саме останньому він і поступився у титульному поєдинку за захист чемпіонського поясу USBA. Після програшу Ентоні Гріну у жовтні 1997 року Карл Вільямс вирішив завершити професійну боксерську кар'єру.
| 30 Перемог (21 нокаутом, 9 за рішення суддів), 10 Поразок (6 нокаутом, 4 за рішення суддів), 1 не відбувся |                  |        |       |                   |                                |                                                                                   |
| Результат                                                                                                  | Суперник         | Спосіб | Раунд | Дата              | Місце проведення               | Примітки                                                                          |
| Поразка | Ентоні Грін      | TKO    | 7     | 30 жовтня 1997    | Порт Честер, Нью-Йорк, США     |                                                                                   |
| Перемога                                                                                                   | Маріон Вілсон    | UD     | 10    | 13 червня 1997    | Порт Честер, Нью-Йорк, США     |                                                                                   |
| Перемога                                                                                                   | Домінго Монро    | PTS    | 8     | 27 листопада 1996 | Вітмен, Массачусетс, США       |                                                                                   |
| Перемога                                                                                                   | Лу Турк'яреллі   | TKO    | 2     | 2 серпня 1996     | Мелвілл, Нью-Йорк, США         |                                                                                   |
| Перемога                                                                                                   | Шон Гарт         | DQ     | 3     | 31 травня 1996    | Рай Бурк, Нью-Йорк, США        |                                                                                   |
| Поразка | Мелвін Фостер    | PTS    | 10    | 17 березня 1995   | Бушкілл, Пенсільванія, США     |                                                                                   |
| Поразка | Олександр Золкін | TKO    | 7     | 22 липня 1994     | Туніка Резортс, Міссісіпі, США | Рефері зупинив бій на 2:55 у 7-му раунді                                          |
| Поразка | Френк Бруно      | TKO    | 10    | 24 квітня 1993    | Бірмінгем, Велика Британія     |                                                                                   |
| Поразка | Томмі Моррісон   | TKO    | 8     | 16 січня 1993     | Рино, Невада, США              | Рефері зупинив бій на 2:10 у 8-му раунді                                          |
| Перемога                                                                                                   | Джиммі Лі Сміт   | TKO    | 3     | 3 листопада 1992  | Машантукет, Коннектикут, США   |                                                                                   |
| Перемога                                                                                                   | Оссі Оказіо      | UD     | 10    | 20 серпня 1992    | Атлантик-Сіті, Нью-Джерсі, США | 99-91, 97-94, 98-92                                                               |
| Поразка | Джеррі Джонс     | UD     | 10    | 22 березня 1992   | Атлантик-Сіті, Нью-Джерсі, США |                                                                                   |
| Перемога                                                                                                   | Маршалл Тіллман  | TKO    | 2     | 12 січня 1992     | Атлантик-Сіті, Нью-Джерсі, США | Рефері зупинив бій на 2:37 у 2-му раунді                                          |
| Не відбувся                                                                                                | Кіммуель Одум    | NC     | 10    | 15 жовтня 1991    | Атлантик-Сіті, Нью-Джерсі, США |                                                                                   |
| Поразка | Тім Візерспун    | SD     | 12    | 8 березня 1991    | Атлантик-Сіті, Нью-Джерсі, США | Титульний бій USBA у важкій вазі. 113—115, 113—115, 116—112                       |
| Перемога                                                                                                   | Мелтон Бовен     | TKO    | 5     | 24 липня 1990     | Атлантик-Сіті, Нью-Джерсі, США | Титульний бій USBA у важкій вазі. Рефері зупинив бій на 2:00 у 5-му раунді        |
| Поразка | Майк Тайсон      | TKO    | 1     | 21 липня 1989     | Атлантик-Сіті, Нью-Джерсі, США | Титульний бій WBC/WBA/IBF у важкій вазі. Рефері зупинив бій на 1:33 у 1-му раунді |
| Перемога                                                                                                   | Майк Роуз        | TKO    | 3     | 10 листопада 1988 | Стейтлайн, Невада, США         | Титульний бій USBA у важкій вазі. Рефері зупинив бій на 1:20 у 3-му раунді        |
| Перемога                                                                                                   | Тревор Бербік    | UD     | 12    | 27 червня 1988    | Атлантик-Сіті, Нью-Джерсі, США | Титульний бій USBA / Претендент IBF у важкій вазі . 117—110, 116—111, 116—112     |
| Перемога                                                                                                   | Родні Фрейзер    | TKO    | 1     | 27 січня 1988     | Сан-Дієго, Каліфорнія, США     | Титульний бій USBA у важкій вазі. Рефері зупинив бій на 2:56 у 1-му раунді        |
| Перемога                                                                                                   | Майк Ганс        | TKO    | 7     | 17 жовтня 1987    | Атлантик-Сіті, Нью-Джерсі, США |                                                                                   |
| Перемога                                                                                                   | Берт Купер       | RTD    | 8     | 21 червня 1987    | Атлантик-Сіті, Нью-Джерсі, США | Титульний бій USBA у важкій вазі. Не розпочали 8-й раунд                          |
| Поразка | Майк Вівер       | TKO    | 2     | 16 лютого 1986    | Трой, Нью-Йорк, США            | Рефері зупинив бій на 2:37 у 2-му раунді                                          |
| Перемога                                                                                                   | Джессі Фергюсон  | TKO    | 10    | 31 серпня 1985    | Атлантик-Сіті, Нью-Джерсі, США | Рефері зупинив бій на 0:37 у 10-му раунді                                         |
| Поразка | Ларрі Голмс      | UD     | 15    | 20 травня 1985    | Рино, Невада, США              | Титульний бій IBF у важкій вазі. 142—143, 139—146, 139—146                        |
| Перемога                                                                                                   | Джеймс Тілліс    | UD     | 10    | 23 жовтня 1984    | Атлантик-Сіті, Нью-Джерсі, США | 8-2, 7-3, 9-1                                                                     |
| Перемога                                                                                                   | Террі Мімз       | TKO    | 3     | 9 серпня 1984     | Нью-Йорк, США                  | Рефері зупинив бій на 2:14 у 3-му раунді                                          |
| Перемога                                                                                                   | Лу Бенсон (мол.) | RTD    | 2     | 7 березня 1984    | Вайт Плейнс, Нью-Джерсі, США   | Не розпочали 3-й раунд                                                            |
| Перемога                                                                                                   | Перселл Девіс    | TKO    | 4     | 9 вересня 1983    | Лас-Вегас, Невада, США         | Рефері зупинив бій на 2:20 у 4-му раунді                                          |
| Перемога                                                                                                   | Вуді Кларк       | PTS    | 10    | 16 серпня 1983    | Атлантик-Сіті, Нью-Джерсі, США |                                                                                   |
| Перемога                                                                                                   | Девід Джако      | TKO    | 1     | 30 червня 1983    | Атлантик-Сіті, Нью-Джерсі, США |                                                                                   |
| Перемога                                                                                                   | Роберт Гілл      | TKO    | 3     | 24 квітня 1983    | Атлантик-Сіті, Нью-Джерсі, США |                                                                                   |
| Перемога                                                                                                   | Річард Кейд      | TKO    | 1     | 18 лютого 1983    | Нью-Йорк, США                  | Рефері зупинив бій на 2:59 у 1-му раунді                                          |
| Перемога                                                                                                   | Лерой Бун        | PTS    | 8     | 9 грудня 1982     | Нью-Йорк, США                  |                                                                                   |
| Перемога                                                                                                   | Майкл Грір       | TKO    | 3     | 22 жовтня 1982    | Нью-Йорк, США                  |                                                                                   |
| Перемога                                                                                                   | Девід Старкі     | TKO    | 3     | 20 серпня 1982    | Нью-Йорк, США                  |                                                                                   |
| Перемога                                                                                                   | Баррі Фанчес     | TKO    | 6     | 11 червня 1982    | Нью-Йорк, США                  |                                                                                   |
| Перемога                                                                                                   | Донні Таунсенд   | KO     | 1     | 28 травня 1982    | Нью-Йорк, США                  |                                                                                   |
| Перемога                                                                                                   | Луїс Александер  | TKO    | 2     | 30 квітня 1982    | Нью-Йорк, США                  |                                                                                   |
| Перемога                                                                                                   | Двайт Тріплетт   | TKO    | 1     | 31 березня 1982   | Нью-Йорк, США                  |                                                                                   |
| Перемога                                                                                                   | Грег Стефані     | UD     | 4     | 22 січня 1982     | Нью-Йорк, США                  | 4-0, 4-0, 4-0                                                                     |

## Завершення кар'єри
Після завершення кар'єри Карл Вільямс працював у Нью-Йорку в Allied-SpectaGuard агентом з безпеки. Отримати навички роботи на цій посаді йому вдалося завдяки програмі F.I.S.T. (Fighters' Initiative for Support and Training), що була започаткована колишнім боксером Джеррі Куні та покликана допомагати боксерам, що завершили кар'єру, знайти себе у повсякденному житті.
Карл Вільямс помер 7 квітня 2013 року через рак стравоходу. У нього лишилася донька Карла та син Даніель. Поховано колишнього боксера було поряд зі ще однією його донькою на ім'я Нійя, що померла від лейкемії у 12-річному віці.

## Цікаві факти
Вільямс став «прототипом» пародійного персонажа скетчу In Living Color, що виходив на телеканалі Fox. Персонаж-боксер був втілений у життя актором Джеймі Фоксом та мав ім'я Карл «The Tooth» Вільямс, якому він завдячував тим, що в нього був лише один зуб. «The Tooth» незмінно з'являвся на екрані у боксерській формі за будь-яких життєвих обставин.